# Gerard Johnstone
Gerard Johnstone (* 4. März 1976 in Invercargill) ist ein neuseeländischer Filmregisseur und Drehbuchautor.

## Leben und Karriere
Gerard Johnstone wurde 1976 im neuseeländischen Invercargill geboren, wo er das Verdon College besuchte. Bereits im Kindesalter interessierte sich Johnstone insbesondere für Martial-Arts-Filme und erreichte von diesen inspiriert mit zwölf Jahren den schwarzen Gürtel im Kung Fu. Sein Traum war zu diesem Zeitpunkt keine Karriere als Filmemacher, sondern eine Arbeit als Kampfkoordinator. Aus diesem Grund ging er 1998 nach Abschluss der High School nach Australien, wo Johnstone an der Stunt Academy an der Gold Coast Kurse belegen wollte. Schon bald ging ihm allerdings das Geld aus, weshalb er für acht Monate in einer Fleischfabrik in Ipswich arbeitete. Im Anschluss kehrte er nach Neuseeland zurück und schweißte Öfen in Christchurch, um sich die Studiengebühren für die South Seas Film & Television School in Auckland zu verdienen. Dort entdeckte er schließlich sein Talent fürs Drehbuchschreiben und die Liebe zum Film.
Im Jahr 2001 begann Johnstone, als Promo-Regisseur für den neuseeländischen Fernsehsender Three zu arbeiten. Zwei Jahre später gewann er mit dem Kurzfilm Special Crimes Unit das 48 Hour Film Project in Auckland, bei dem die Teilnehmer jeweils ein Genre, eine Requisite, eine Figur und eine Dialogzeile vorgegeben bekommen und daraus binnen zwei Tagen eine Kurzfilm drehen müssen. Auch die landesweite Ausgabe konnte Johnstone im Jahr 2005 mit dem Kurzfilm A Fairly Good Tale für sich entscheiden. Parallel dazu half er mit, den Musiksender C4 aufzubauen, wo er die Moderatorin Jaquie Brown kennenlernte. Gemeinsam mit ihr und der Produzentin Hayley Cunningham entwickelte er die satirische Comedyserie The Jaquie Brown Diaries, die vom fiktiven Alltag einer überambitionierten Version von Jaquie Brown handelt. Johnstone fungierte bei der von 2008 bis 2009 auf Three ausgestrahlten Serie als Regisseur und Drehbuchautor. Außerdem gründete er zusammen mit Brown und Cunningham die Produktionsfirma Young, gifted and Brown, mit der sie die Serie aus eigenen Geldern finanzierten.
Seine Durchbruch als Filmregisseur feierte Johnstone mit der Horrorkomödie Housebound, die im März 2014 auf dem South-by-Southwest-Festival uraufgeführt wurde. Der Film weckte unter anderem das Interesse des neuseeländischen Filmemachers Peter Jackson, der ihm seinem Manager und Anwalt vorstellte und so den Weg nach Hollywood ebnete. Nach dem Erfolg mit Housebound arbeitete Johnstone zunächst an verschiedenen Filmprojekten, von denen letztendlich jedoch keines umgesetzt wurde. Unter anderem wurde er im Jahr 2017 von Warner Bros. mit der Überarbeitung des Drehbuchs zum geplanten DCEU-Film Justice League Dark betraut, der später jedoch zu einer Serie umgeschrieben und schließlich ganz verworfen wurde.
Erst Ende der 2010er Jahre fand Johnstone sein nächsten Filmprojekt, nachdem ihm zuvor überwiegend düstere Horrorfilme offeriert worden waren. Die Filmproduzenten James Wan und Jason Blum boten ihm den Regieposten beim Science-Fiction-Horrorfilm M3GAN an, nachdem auch sie durch Housebound auf Johnstone aufmerksam geworden waren. Die Umsetzung des Films verzögerte sich allerdings durch die COVID-19-Pandemie und musste in seine Heimat Neuseeland verlagert werden, ehe M3GAN im Januar 2023 in die Kinos kam. Auch bei der zwei Jahre später veröffentlichten Fortsetzung M3GAN 2.0 übernahm Johnstone die Regie. Daneben soll er einen Monster-High-Film über die gleichnamigen Modepuppen von Mattel inszenieren.
Johnstone ist mit der Produktionsleiterin Rachel Wisbey verheiratet. Beide haben zwei Söhne, die 2012 und 2014 geboren wurden.

## Filmografie
- 2008–2009: The Jaquie Brown Diaries (Fernsehserie, 14 Folgen)
- 2014: Housebound
- 2016: Terry Teo (Fernsehserie, 6 Folgen)
- 2018: Die Reise nach Westen (The New Legends of Monkey, Fernsehserie, 6 Folgen, nur Regie)
- 2022: M3GAN (nur Regie)
- 2025: M3GAN 2.0